# 村口徳行
村口 徳行（むらぐち のりゆき、1956年5月28日 - ）は、日本の登山家、山岳カメラマン。エベレストに7回登頂し、かつて日本人最多登頂記録であった。

## 概要
1956年、東京都生まれ。1980年、日本大学文理学部卒業。在学中は体育会山岳部に所属。1978年のアラスカ、マーカスベーカー登頂を8ミリフィルムで自主制作。卒業後は日本大学山岳部OBからなる桜門山岳会に所属。
1984年、日本山岳会が企画したカンチェンジュンガ3峰縦走と山腹からのハンググライダー飛行を同時に行うというプロジェクトに、日本テレビの撮影隊として参加。日本大学山岳部の先輩であり、日本テレビに所属していた山岳カメラマンの中村進に撮影指導を受けた。これ以降、フリーランスのTVカメラマンとして数々の登山隊、撮影隊に参加、多数の番組制作に携わることになる。
1989年、マカルー登山に向けて、岡田貞夫と共に雪豹クラブを設立。1998年より、石川富康、渡辺玉枝、三浦雄一郎等、高齢者による高峰挑戦をサポートし続け、数々の最高齢記録更新をアシストした。2000年から2002年まで野口健のエベレスト清掃登山に帯同、撮影を行う。2004年、ローツェ・エベレスト連続登頂の功績が讃えられ、第54回日本スポーツ賞受賞。
2010年から始まったNHKのTV番組『世界の名峰グレートサミッツ』の制作に関わり、数多くの山岳撮影を行った。
2012年、玉枝がエベレスト登山において世界女性最高齢記録を更新（73歳180日）した功績が認められ、玉枝及びそれをサポートした村口徳行に植村直己冒険賞特別賞が授与された。村口はこれでエベレスト登頂7回となった。
雪豹クラブ代表。海外高峰の山岳ガイドを務め、海外山岳・辺境地域における過酷な環境下での山岳カメラマンとして活動を続ける。

## 経歴
- 1956年5月28日 - 東京都に生まれる。
- 1980年3月31日 - 日本大学文理学部卒業。
- 1984年5月 - カンチェンジュンガ(8,598m/ネパール)3峰縦走及びハングライダー飛行企画にカメラマンとして帯同(日本山岳会隊:重広恒夫,尾崎隆,三谷統一郎,和田城志,大谷亮,只野直孝)[1][2]。このときの様子は日本テレビ『水曜ロードショー』「カンチェンジュンガ縦走」にて放映された。
- 1986年10月26日 - ヒマルチュリ[南陵](未踏ルート/7,893m/ネパール)登頂(日本大学隊:古野淳,村口徳行)。隊員1名死亡。
- 1987年11月 - エベレスト[北稜](8,848m/チベット)防衛大学校山岳会エベレスト西稜登山隊の撮影班として参加。豪雪により8100m付近で撤退[3]。このときの様子は日本テレビ番組『チョモランマ大紀行防大山岳会同行記』にて放映された。
- 1988年5月5日 - エベレスト[北稜](8,848m/チベット)チョモランマ・サガルマータ三国合同交差縦走隊撮影班として8000m付近まで帯同。山田昇等は登頂縦走(チョモランマ・サガルマータ三国合同交差縦走隊:山田昇<日本>,ツェリン・ドルジ<中国>,アン・ハクパ<ネパール>)。このときの様子は日本テレビ『チョモランマがそこにある!』で生中継された。
- 1992年10月 - マカルー(8,463m/ネパール)悪天候のため8,300m付近にて撤退(雪豹クラブ)[4]。
- 1998年5月19日 - エベレスト[北稜](8,848m/チベット)登頂(ネイチャリングスペシャル撮影隊:村口徳行,澤田実)。このときの様子はテレビ朝日『ネイチァリングスペシャル』「チョモランマの渚 世界初！地球最高峰に幻の海を見た」にて放映された。
- 1998年7月22日 - ガッシャーブルムII峰(8,035m/パキスタン)登頂(シルバータートル隊:石川富康,森山勇,村口徳行,根津完一,渡邊玉枝,米山悟)。
- 1998年秋 - 野口健隊、8300mまで。この登山は毎日放送の特別番組『幻想チョモランマ』で放送された。
- 1999年1月13日 - 東カンツァーリ峰(未踏峰/6,167m/チベット)初登頂(日中合同学術研究登山隊:増山茂,村口徳行,山主文彦,広島大樹)[5][6]。
- 2000年春 - 野口健チョモランマ清掃隊によるエベレスト清掃登山撮影。
- 2000年12月14日 - アコンカグア(6,960m/アルゼンチン)6,830m地点で登頂断念(ネイチァリングスペシャル撮影隊:西田敏行,小西浩文,宇佐美栄一,奥田仁一,品川幸彦,中村和貞,加藤慶信,砂川辰彦,村口徳行)[7][8]。
- 2001年春 - 野口健チョモランマ清掃隊によるエベレスト清掃登山撮影。
- 2002年5月16日 - エベレスト[南東稜](8,848m/ネパール)登頂(雪豹クラブ:渡邊玉枝,村口徳行)。このとき渡邊玉枝は世界女性最高齢記録更新(63歳177日)[9]。野口健の清掃登山の撮影も行われた。
- 2003年5月22日 - エベレスト[南東稜](8,848m/ネパール)登頂(ミウラエベレスト隊:三浦雄一郎,三浦豪太,村口徳行)。このとき三浦雄一郎は次男豪太と共に親子同時登頂、世界最高齢記録更新(70歳223日)。
- 2004年5月15日 - ローツェ(8,516m/ネパール)登頂(雪豹クラブ:渡邊玉枝,村口徳行)。このとき渡邊玉枝は世界女性最高齢記録更新(65歳167日)[10]。
- 2004年5月24日 - エベレスト[南東稜](8,848m/ネパール)登頂(雪豹クラブ:村口徳行)。
- 2006年5月16日 - シシャパンマ[中央峰](8,008/チベット)登頂(ミウラエベレスト隊:三浦豪太,村口徳行)。
- 2008年5月26日 - エベレスト[南東稜](8,848m/ネパール)登頂(ミウラエベレスト隊:三浦雄一郎,五十嵐和哉,村口徳行)。このとき三浦雄一郎は75歳219日。このときの様子は日本テレビ『三浦雄一郎75歳 世界最高峰エベレストに挑む!』にて放映された。
- 2011年5月25日 - エベレスト[北稜](8,848m/チベット)登頂(世界の名峰グレートサミッツ撮影隊:村口徳行)。
- 2012年5月19日 - エベレスト[北稜](8,848m/チベット)登頂(エイシアントレッキング:渡邊玉枝,村口徳行)。このとき渡邊玉枝は世界女性最高齢記録更新(73歳180日)[11]。この功績で「植村直己冒険賞」特別賞を受賞。

## エピソード
- 1984年、日本山岳会80周年企画として、カンチェンジュンガ3峰(南峰8,476m,中央峰8,478m,主峰8,586m)を縦走し、道中の山腹7,850m地点からハングライダーで飛行するという企画がたてられた。村口徳行は中村進等とともに日本テレビの撮影隊としてこの企画に帯同。ハングライダー隊の只野直孝は5月11日午前10時に飛行開始、18分40秒の飛行時間を経て5,100mの着陸ポイントへ無事着陸した。これにより只野直孝はハングライダー高々度世界記録を樹立した。またこれに続き、縦走隊の三谷統一郎及び和田城志は、世界初となるカンチェンジュンガ3峰縦走を達成。この企画は1984年8月8日に日本テレビ『水曜ロードショー』「カンチェンジュンガ縦走」にて放映された。この隊の総隊長は橋本龍太郎が務めており、BC入りする様子も映っている[1][2]。
- 1987年2月北京において、日本・中国・ネパールの三国首脳によって「三国友好登山」の議定書が調印された。ネパール側からとチベット側から同時に登攀を始めて、エベレストの頂上で交差してそれぞれ反対側に降りていくという計画がたてられ、チョモランマ・サガルマータ三国合同交差縦走隊が結成された。中国側からの第1次登攀隊には山田昇(日本)、ツェリン・ドルジ(中国)、アン・ハクパ(ネパール)、ネパール側からの第1次登攀隊にはTVクルーの山本宗彦,中村進,三枝照雄が選ばれた。1988年5月5日にそれぞれの1次隊が登頂を目指した。村口徳行は山田昇等による中国側からの第1次登攀帯に撮影隊として8,000m付近まで帯同した。この様子は日本テレビ開局35周年記念特番『チョモランマがそこにある!』で生中継されたが、山田ら縦走隊3人のペースが予想外に速かったことと、TV撮影隊員の出発・到着が大きく遅れたために、山田らは山頂で1時間も待機したものの頂上で落ち合うことはできず、頂上から中継されたのはTV隊の3人だけだった[12]。2次隊(三谷統一郎等)も控えていたが、1次隊が成功と見做されて2次隊による交差は行われなかった。
- 1998年、テレビ朝日開局40周年記念企画としてTV番組『ネイチァリングスペシャル』でエベレストに化石を探しにいく企画がたてられる。三浦洋一を隊長として、撮影隊はチベット側からエベレスト入りした。三浦洋一は高山病のため5,200m付近のベースキャンプに停滞。村口徳行と澤田実が北稜ルートからエベレスト登攀開始。化石が見つからないまま5月19日に登頂。化石はその後山頂直下で見つかった[13]。
- 2008年、三浦雄一郎はこの年のエベレスト登山企画で、自身の持つ最高齢記録の更新に挑戦、村口徳行はこの企画をサポートした。三浦雄一郎は無事に75歳219日で登頂を果たしたが、前日にネパール人男性が76歳で登頂したとのことで、ネパール政府の公認が得られなかった。しかし、そのネパール人男性の出生日が証明できなかったため、ギネスブックには三浦雄一郎の最高齢記録更新が認められた。三浦雄一郎はその5年後の2013年に80歳でエベレスト登頂を行い、世界最高齢を更新、ネパール政府からも公認された。

## TV出演等
- 1984年8月8日 日本テレビ『水曜ロードショー』「カンチェンジュンガ縦走」
- 1987年 日本テレビ『日曜スペシャル』「チョモランマ大紀行-防大山岳会同行記-」
- 1988年5月5日 日本テレビ『開局35周年記念特番 チョモランマがそこにある!』
- 1996年12月23日 テレビ朝日『ネイチァリングスペシャル』「ヒマラヤ5,000年・時空の花園 熱帯ベンガル0m地帯から4,500m天上世界ヒマラヤへ」[14]
- 1999年7月5日 テレビ朝日『ネイチァリングスペシャル』「チョモランマの渚 世界初！地球最高峰に幻の海を見た」[13]
- 2000年6月7日 毎日放送『MBSナウ』「野口健の新たな挑戦〜チョモランマ清掃登山」
- 2001年5月28日 テレビ朝日『ネイチァリングスペシャル』「西田敏行米大陸最高峰アコンカグアに挑む」
- 2008年7月20日 日本テレビ『三浦雄一郎75歳 世界最高峰エベレストに挑む!』
- 2010年4月21日 NHK BSプレミアム『世界の名峰グレートサミッツ』「マッキンリー〜極北の偉大なる山〜」
- 2011年3月9日 NHK BSプレミアム『世界の名峰グレートサミッツ』「スイス・アイガー〜栄光と友情の山〜」
- 2011年8月13日 NHK BSプレミアム『世界の名峰グレートサミッツ』「エベレスト〜世界最高峰を撮る〜(前編/後編)」

## 著書
- 村口徳行著『四度目のエベレスト』(2005/06,小学館) ISBN 4-09-411641-9
- 村口徳行著『エベレスト登頂請負い業』(2011/04,山と渓谷社) ISBN 4-635-17169-8

## 関連書籍
- 石川富康著『五十歳からのヒマラヤ』(1996/5,山と渓谷社) ISBN 978-4-635-17089-5
- 渡邉玉枝著『63歳のエヴェレスト』(2003年7月,白水社) ISBN 978-4-560-03042-4
- 三浦雄一郎著『高く遠い夢:70歳エベレスト登頂記』(2003年,双葉社) ISBN 978-4-575-29577-1
- 三浦雄一郎著『冒険家:75歳エベレスト挑戦記』(2008年,実業之日本社) ISBN 978-4-408-45165-7
- 三浦雄一郎著『75歳のエベレスト』(2008年,日本経済新聞出版社) ISBN 978-4-532-26017-0
- 三浦雄一郎著『デブでズボラがエベレストに登れた理由:三浦雄一郎流「生きがい」健康術』(2008年,マガジンハウス) ISBN 978-4-8387-1919-8